# Le Tampon
Le Tampon là một xã thuộc tỉnh Réunion.